# Zygmunt Jan Skrobański
Zygmunt Jan Skrobański,  ps. „Blikle” (ur. 16 maja 1916 w Warszawie, zm. 26 stycznia 1968 w Londynie) – polski architekt działający po II wojnie światowej w Anglii.

## Życiorys
Był prawnukiem kompozytora Stanisława Moniuszki. Ukończył Gimnazjum im. Tadeusza Reytana w Warszawie (1934). Przed wybuchem wojny rozpoczął studia na Wydziale Architektury Politechniki Warszawskiej. Był żołnierzem Armii Krajowej: od marca 1944 służył w Oddziale II Komendy Głównej AK, w powstaniu warszawskim walczył na Woli i Starym Mieście, między innymi w szeregach Zgrupowania „Radosław”. Po upadku powstania przebywał w obozach jenieckich, doczekując uwolnienia 28 kwietnia 1945 w Murnau.
W 1946 przybył do Anglii, gdzie dokończył studia architektoniczne w Polskiej Szkole Architektury przy Uniwersytecie Liverpoolskim. Był następnie wykładowcą tej szkoły, także po przeniesieniu jej do Londynu i włączeniu do Polish University College. Po 1952 wykładał w Kingston School of Art w południowym Londynie.
Ilustrował skrypt Zbigniewa Dmochowskiego Historia architektury polskiej (1948). Został odznaczony Krzyżem Walecznych i Srebrnym Krzyżem Zasługi z Mieczami.
Z małżeństwa z Krystyną Woyzbunówną miał troje dzieci: córkę i dwóch synów. Zmarł nagle w Londynie; pochowany został w North Sheen.